# Tessova
Tessova – wieś w Estonii, w prowincji Võru, w gminie Meremäe.